# Полуртенични мишић главе
Полуртенични мишић главе (лат. musculus semispinalis capitis) је парни мишић врата, који припада трећем слоју задње стране вратне мускулатуре. Он представља горњи део полуртеничног мишића, који улази у састав попречнортеничног мишића. Полуртенични мишић главе је прекривен завојним мишићем главе и врата, а у горњем делу и влакнима трапезастог мишића.
Припаја се на љусци потиљачне кости и на попречним наставцима од петог вратног до шестог грудног кичменог пршљена.
Слично осталим мишићима из трећег слоја вратне мускулатуре, инервисан је од стране задњих грана вратних живаца. Основна функција му се огледа у опружању (екстензији) главе при обостраној контракцији и њеном бочном савијању при унилатералном дејству.